# Monica Backström
Monica Backström, née le 20 mai 1939 à Stockholm et morte le 17 février 2020 à Kalmar,, est une designeuse et artiste suédoise.

## Biographie
Backström a étudié à Konstfackskolan de Stockholm de 1959 à 1964, où elle a notamment conçu un service à café en argent. Elle remporte un concours organisé avant le 100e anniversaire de la verrerie Boda, qui marque le début de son travail de designer verrier à la verrerie Boda en 1965. Elle participe à des expositions collectives au Röhsska Museum et au Stedelijk Museum, Amsterdam, aux États-Unis, au Japon, en Scandinavie et dans le reste de l'Europe. Son envie d'expérimenter est grande et elle crée différentes collections de vêtements dont certaines pièces sont réutilisées dans l'art du verre. Lorsque la verrerie Kosta a 250 ans en 1992, elle crée ses praktburkar (magnifiques bocaux) et, lors du 600e anniversaire de l'union de Kalmar en 1997, elle conçoit un sac remis par le roi Carl Gustaf au roi Harald de Norvège. En plus du verre, elle conçoit ses propres bijoux dès avril 2006 et elle peint également des tableaux.

### Vie privée
Fille du réalisateur Sten Hultberg et de la designer textile Astrid Sampe, elle est mariée à l'architecte Adam Backström de 1961 à 1965. Dans les années 1968-1972, elle cohabite avec l'artiste Erik Höglund avec qui elle a une fille, Erika Höglund (née en 1971), également artiste.
Monica Backström est enterrée au cimetière boisé de Kalmar.

## Travaux publics sélectionnés
- 1969 : murs de verre au Försäkringsbolaget Brandstodsbolaget à Jönköping
- 1971-72 : diverses décorations à bord du Gripsholm, paquebot de la Swedish American Line, lors de sa rénovation.
- 1979 : portes vitrées de la Maison de la culture de Borås
- 1984 et 1990 : décorations au Länssjukhuset à Kalmar
- 1988 : vitrail de l'autel de l'église de Påskallavik
- 1990 : décoration pour la bibliothèque universitaire de Lund
- 1993 : Strandhugg, décoration à l'Université de Linnaeus, à Kalmar[10]
- 2000 : trois unités en verre : la croix d'autel Skapelsen, G lasskogen (verrerie sur pied en verre feuilleté) et Livets water (tapisserie de verre sur deux piliers) à l'église Maria de Växjö.

Monica Backström est également représentée au National Museum de Stockholm, au Kalmar Art Museum et au Victoria and Albert Museum.